# ناثان كونولي
ناثان كونولي (بالإنجليزية: Nathan Connolly)‏ هو موسيقي بريطاني، ولد في 6 يناير 1981 في بلفاست في المملكة المتحدة.

## وصلات خارجية
- ناثان كونولي على موقع IMDb (الإنجليزية)
- ناثان كونولي على موقع ميوزك برينز (الإنجليزية)
- ناثان كونولي على موقع ديسكوغز (الإنجليزية)